# 灵岩寺 (梅州)
灵岩寺，位于中国广东省梅州市大埔县洲瑞南村，为梅州市大埔县的一个县级文物保护单位，类型为古建筑，公布时间为1994年6月。
灵岩寺的历史年代为唐代。